# 天津市第九中学
天津市第九中学，简称天津九中，前身是1905年由中国近代立宪派人士、教育家温世霖创办的天津私立普育女学堂，历经数次的校名变更与校园搬迁，更名为天津市第九中学至今。2006年，天津市第一一〇中学并入天津市第九中学。目前，天津九中是隶属于天津市南开区的天津市市级重点中学。